# Rottnan
Rottnan (på norska Rotna) är en 110 kilometer lång älv som har sina källor nära Hof Finnskog i Solør, Norge. Den mynnar ut i Mellanfryken vid Rottneros i Värmland. Avrinningsområdet är på 967,9 km² totalt, varav 261 km² i Norge. Vid mynningen är medelvattenföringen 12,9 m³/s samt medelhögvattenföringen 63 m³/s. Rottnaälven är det största biflödet till Norsälven.
Älven har fått sitt namn av det fornsvenska ordet rotn, vilket betyder "den rytande".
Rottnan hade strax innan mynningen tre fall, dessa var i tur och ordning: Skarpedsfallet med ca 10 meters fallhöjd, Jägerforsen med ca 4 meters fallhöjd och Rottnafallet med ca 26 meters fallhöjd. Fallen är sedan 1927 utbyggda för vattenkraft. 1987 byggdes Rottnan ut ytterligare liksom Granån och Kymsälven genom Kymmenprojektet.
Älven hyser även en egen storvuxen stam av öring kallad "rottnaöring". Sedan sommaren 2008 pågår ett biotopvårdsprojekt i syfte att återställa bottenstrukturen efter de rensningsåtgärder som utfördes då älven användes för timmerflottning.
För ca 9000 år sedan var Rottnan ett betydligt större vattendrag när inlandsisen smälte i området. Rottnan var då en isälv som sträckte sig norröver till vattendragen Kynna, Julussa,  Rena och Flisa i Norge. Vattnet strömmade i en tunnel under isen och trycktes uppåt från byn Velta vid Flisaälven till Dulpetorpet, för att sen följa Rottnadalen söderut in i Sverige. Smältvattensavsättningarna i form av rullstensåsar längs dalgången är enorma och unika för Norge.
I Sverige finns det också lämningar efter isälven. Från sjön Rottnen och ca 10 kilometer norrut är Rottnan och dess omgivning klassad som riksintresse för naturvård och benämns som Gräsmarksdeltat. Det är ett fossilt isranddelta med bland annat nipor som vid Rottnans inlopp i Rottnen övergår i nutida delta.
Rottnans mynning i Mellanfryken är gammal kulturbygd med gravfält och gravhögar som Öjers Grav samt stensättningar. Rottneros herrgård ligger norr om mynningen och Öjerviks Herrgård söder om mynningen.

## Älvens lopp
Den rinner på sin väg genom Åsnes, Grue och Kongsvingers kommuner i Norge samt Torsby och Sunne kommuner i Sverige. Älvens källa är sjöarna Helveteskjelda 521 m ö.h. och Sætersjøen 496 m ö.h. vid Husuberget. Därefter rinner den genom Mellomsjøen samt Kroksjøen innan den faller västerut ner i Rotnedalen under namnet Husua till Rundtjern där den byter namn till Rotna och vänder riktning mot sydöst. Älven fortsätter sedan genom sjöarna Blekkbenken, Langfløyta, Kalbråtasjøen, vesle Aursjøen, store Aursjøen, Rotnesjøen samt Nersjøen innan den når orten Svullrya. Söder om Svullrya vidgar den sig på nytt till sjöarna Helgen, Viksinsvando, Vinterfløyta och Pøndønen innan den når riksgränsen och Sverige. Nedströms riksgränsen vidgar älven sig på nytt till sjöarna Övre Ingevadssjön, Nedre Ingevadssjön, Övre Myrgubbsjön, Nedre Myrgubbsjön, Koskilamp, Långsjön, Madulamp samt Hötjärn. Mellan Madulamp och Hötjärn korsas Rottnan av Europaväg 16. Vid Lekvattnet vidgar älven sig igen till sjöarna Näverbodsjön, Kyrksjön samt Lekvattensjön. En bit nedströms Lekvattensjön blir älven uppdämd i cirka 14 km genom att Skallbergsdammen byggdes som en del i Kymmenprojektet för att leda över huvuddelen av Rottnans vatten i en tunnel till sjön Kymmen. Från Uddheden och cirka 15 km söderut vidgar älven sig till sjön Rottnen, med en största bredd på en kilometer och största djup på drygt 50 meter. Vid Rottneros korsas Rottnan av Europaväg 45 innan den mynnar ut i Mellanfryken.

## Kvarnar vid Rottnafallen
Det har funnits omkring 20 kvarnar vid Rottnans tre fall i Rottneros. Kvarnarna hade ett stort upptagningsområde och var mycket konkurrenskraftiga. Detta berodde till stor del på att fallen aldrig frös under vintern och malningen därför kunde hållas igång året runt.
Anläggningarna var imponerande. En tid var Skarpeds kvarn störst i Sverige med elva par kvarnstenar. Som jämförelse nämns att den välkända Eldkvarn i Stockholm samtidigt hade tre par kvarnstenar.

## Medeltida laxfiske
Det är ett välkänt faktum, att speciellt andelar i laxfiske under medeltiden betraktades som värdefulla gåvor. De skänktes eller förvärvades genom byte eller köp som isolerade rättsobjekt.
Enligt ett brev från 7 mars 1400, pantsatte Niklas i Rud hos lagman Anund Hatt (d y) gården Rud för 24 mark, en kvarn och en fors i "Rothna å" för 16 mark. Alltsammans för en hingst som hans son hade stuckit ihjäl för lagmannen.
Det nämns inget i ovanstående brev om laxfiske i Rottnan, men det antyds i ett senare brev från 25 maj 1435. Väpnaren Peter Germundsson Läma byter då med Sunne kyrka bort 6 öresbol i "Kolswiikh" och 1 öresbol i Laggaregården mot en fjärdedel i "Rottnaroos"(Rottneros). På grund av de fördelar bytet innebar för brevutfärdaren, skulle kyrkoherden Sven Grotte i Sunne ha ständig rätt till "vadha dratt" i Peter Germundssons fiskevatten.
Nuförtiden hindras laxens vandring av vattenkraftverken Edsvalla kraftverk och Frykfors kraftverk i Norsälven samt Rottnens kraftverk och Kymmens kraftverk i Rottnan.

## Timmerflottning

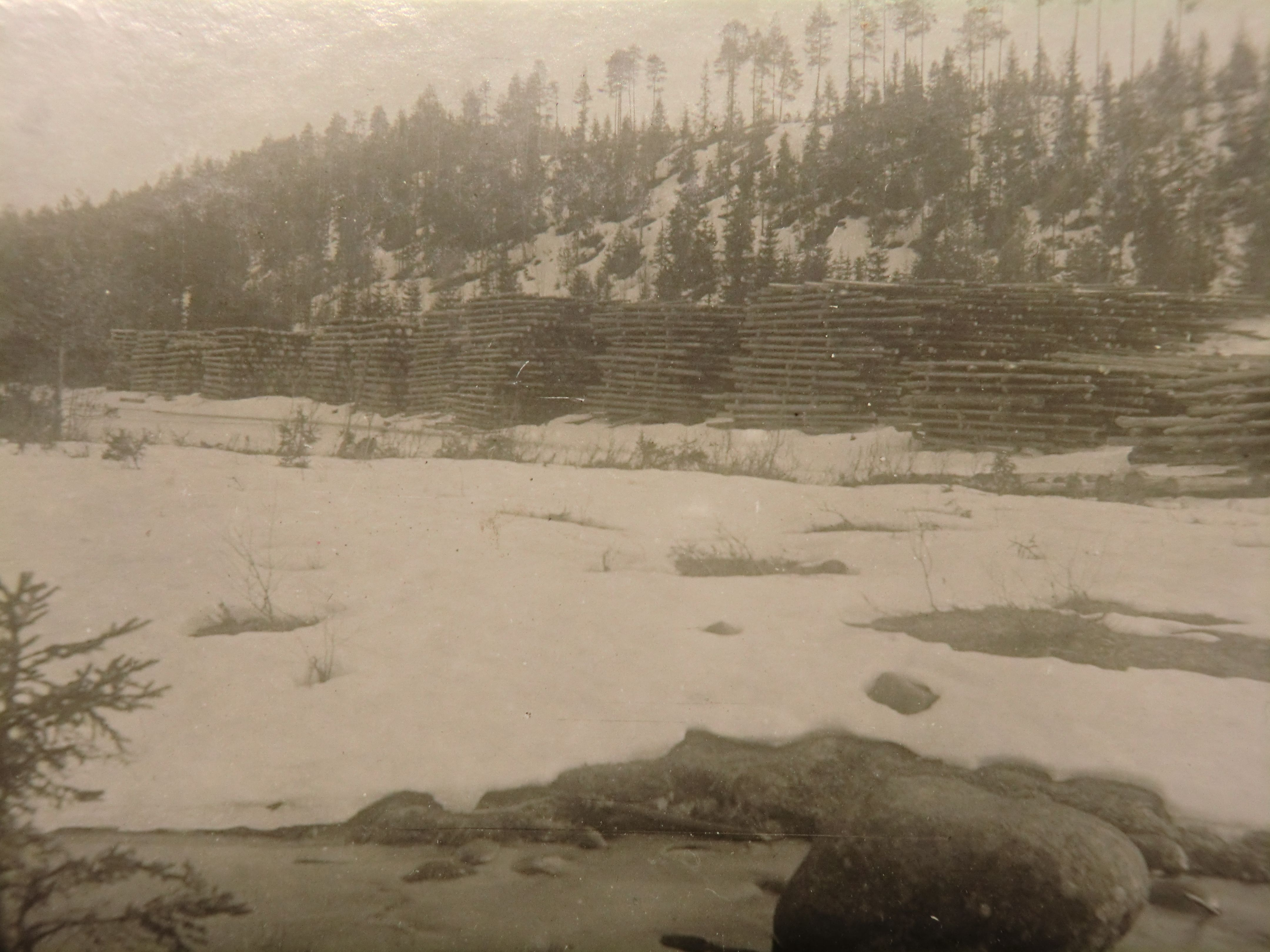
Vältor intill Rottnan och Dybäcken 1927.
Vältplatsen ligger nu på botten av Skallbergssjön, strax norr om dammen.

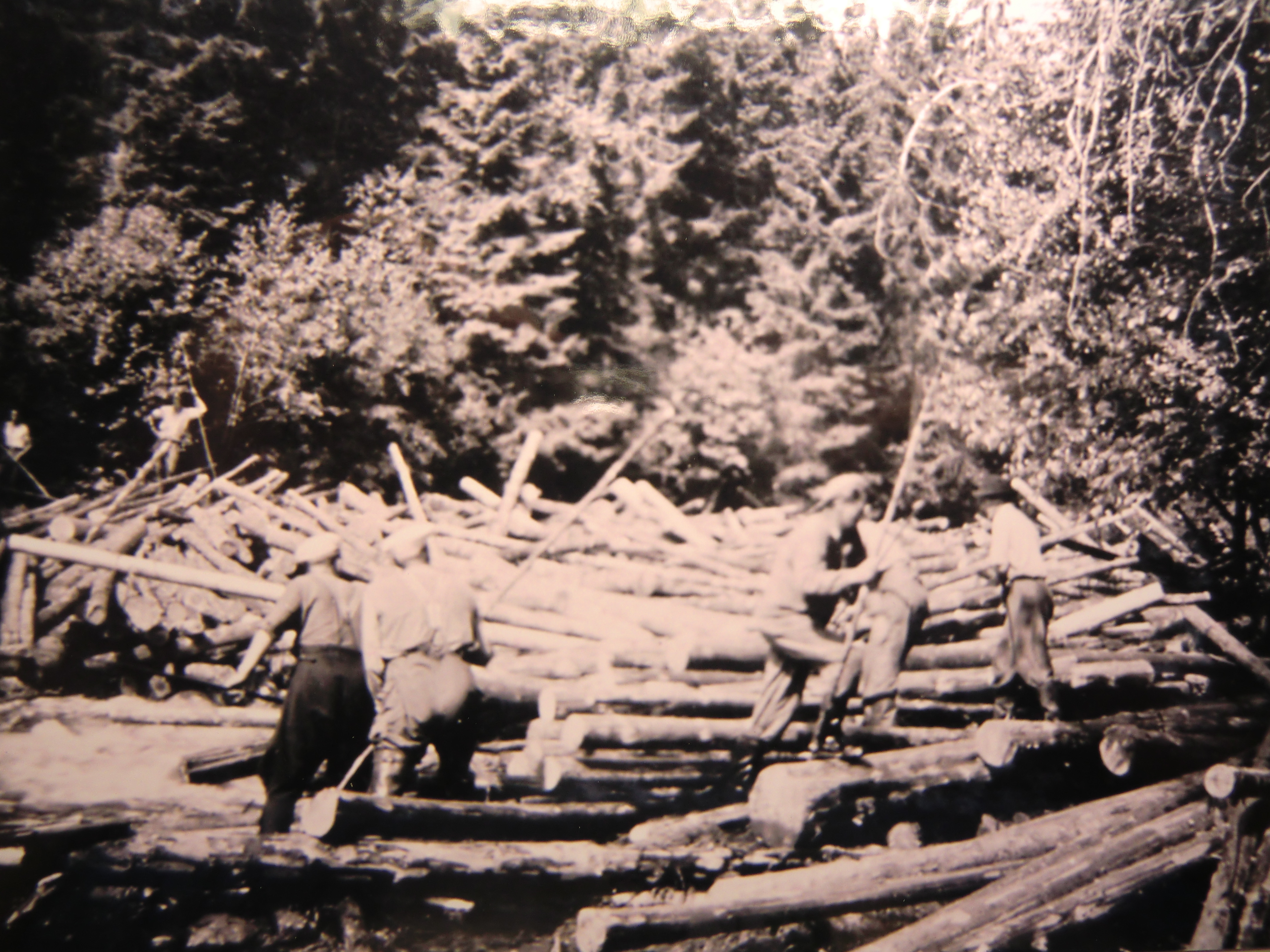
Flottare vid en timmerbröt i Rottnans största biflöde Granån.

Rottnan blev allmän flottled 1894 på svenska sidan och på norska sidan flottades det organiserat från 1915. I privat regi flottades det dock långt tidigare. Brukspatron A.G. Vall på Rottneros bruk fick redan år 1857 tillstånd att bygga en damm vid sjön Helgen för att skaffa vatten till flottningen på svensk sida. 
Antalet flottare varierade under åren, på norska sidan från 80 st år 1921 till 6 st 1964. Antalet flottare minskade under åren eftersom älven blev alltmer rensad. Toppåret 1921 flottades det 37500 m³ på norska sidan medan det 1923 bara blev 1563 m³.
Innan stockarna kunde flottas lades de upp i vältor intill älven. De högsta vältorna som någonsin funnits längs med älven blev gjorda under "storåret" 1921. Billerud körde då ner timmer över gränsen till Brattvelta i Norge. Som namnet Brattvelta antyder låg den i en hög och brant backsida invid Rottnan. Det var väldigt ont om plats till vältor det året så timmret rullades upp på väldigt många lager.
Högsta vältan bestod av 52 lager med sågtimmer. Med underlagen mellan varje lager blev det 104 timmerstockar ovanpå varandra. Om timmret snittade på 20 cm i diameter betydde det en främre höjd på vältan på över 20 meter. Vältorna var då jämnhöga med tallskogen intill älven.
Efter det året kom ett förbud mot att lägga upp timmer över en viss höjd. Det blev nämligen mycket timmer som knäcktes eller flisades upp när de höga vältorna slogs isär och timmret störtade i älven från så hög höjd.
Första tiden blev stockarna yxmärkta för att urskilja köparna till virket. Omkring 1950 övergick man till sortering på Fryken efter inmätt antal före flottning, 1955 blev det färgmärkning istället. Edsvalla bruk hade vit färg, Billerud röd, Rottneros bruk blå, Vargön gul och Norsälvens sågverk röd/vit.
Stora arbeten gjordes på norsk sida från 1914 och framåt för att underlätta för flottningen, bl.a. sprängdes uppstickande stenar bort och sidofåror täpptes till. På låglänt terräng byggdes invallningar för att hålla allt vatten kvar i fåran. På slutet användes även bandschaktare för att jämna ut forsarna och göra älvens botten skålformad med största djup på mitten och sluttande kanter. Biflödena Granån och Kjerkesjøåa blev också använda till flottning. 
Flottningen i Rottnan avslutades 1964 på norska sidan och 1966 på svenska sidan.

### Kontroverser om en tjärn
Vid Dulpetorpet i Norge ligger Kverntjennet, tjärnet låg förr på vattenskiljet mellan Rottnan söderut och Kanalen norröver ner till Flisaälven. Strax söder om tjärnet kommer vattendraget Husua ner.
Kanalen påbörjades först på 1800-talet för att få över vattnet från sjöarna på Husuberget norröver för timmerflottning till Sörma och Flisaälven. Anläggningen blev färdig 1820 med dammar vid sjöarna på Husuberget. Nu kunde vattnet från Husua styras över norrut istället.
Kanalen gick genom lösa isälvsavlagringar norrut och det resulterade i en våldsam erosion. Vid Dulpetorpet rasade ett helt uthus ner i Kanalen, både stall och lada och något år senare brast dammarna uppe på Husuberget i en vårflod vilket resulterade i nya stora jordskred längs med Kanalen. Jordskreden gjorde slut på timmerflottningen norrut och Kanalen fick sköta sig själv.
Senare byggdes det en kvarn vid Rottnan strax söder om Kverntjennet och dammar i bägge ändar av tjärnet för att samla kvarnvatten. Nu reagerade den svenska flottningsföreningen och krävde att vattnet i Kverntjennet skulle gå sin naturliga väg söderut, det blev rättssak och svenskarna vann.
 Vid bildandet av Rotna Fellesfløtningsforening 1913 kom det en skrivelse från Svenska Utrikesdepartementet där det krävdes att flottningsföreningen inte fick göra något vid Kverntjennet som gjorde att mer vatten rann norrut. 
Flottningsföreningen för Sörma och Flisa var också uppmärksam på problemet. Under ett möte 1914 krävde Sörma/Flisa flottningsförening tillsammans med skogsägare i området att Rotna flottningsförening skulle lova att det inte skulle ändras på något som kunde stoppa vattnet från att rinna norrut från Kverntjennet. Rotna flottningsförening lovade ingenting på mötet.
 Året innan hade Komitée for fløtbargjørelse av Rotna vänt sig till en advokatfirma i Kristiania och frågat om flottningsföreningen i Rotna kunde stänga av det norra utloppet ur Kverntjennet. Svaret de fick var att grävningen av Kanalen och stängningen av utloppet söder om Kverntjennet var en olaglig gärning när det blev gjort, men att det nu gått så många år att en stängning av vattnet norrut skulle vara olaglig.
 1929 blev det bestämt att den norra fördämningen i Kverntjennet skulle vara 80 cm högre än den södra fördämningen. Senare byggdes en skogsbilväg norr om tjärnet och en vägtrumma leder ut sjöns vatten norrut. Myren söder om Kverntjennet har växt ihop och utgör nu vattendelare så att Husuas vatten nu rinner söderut.

## Elkraften vid Rottnafallen

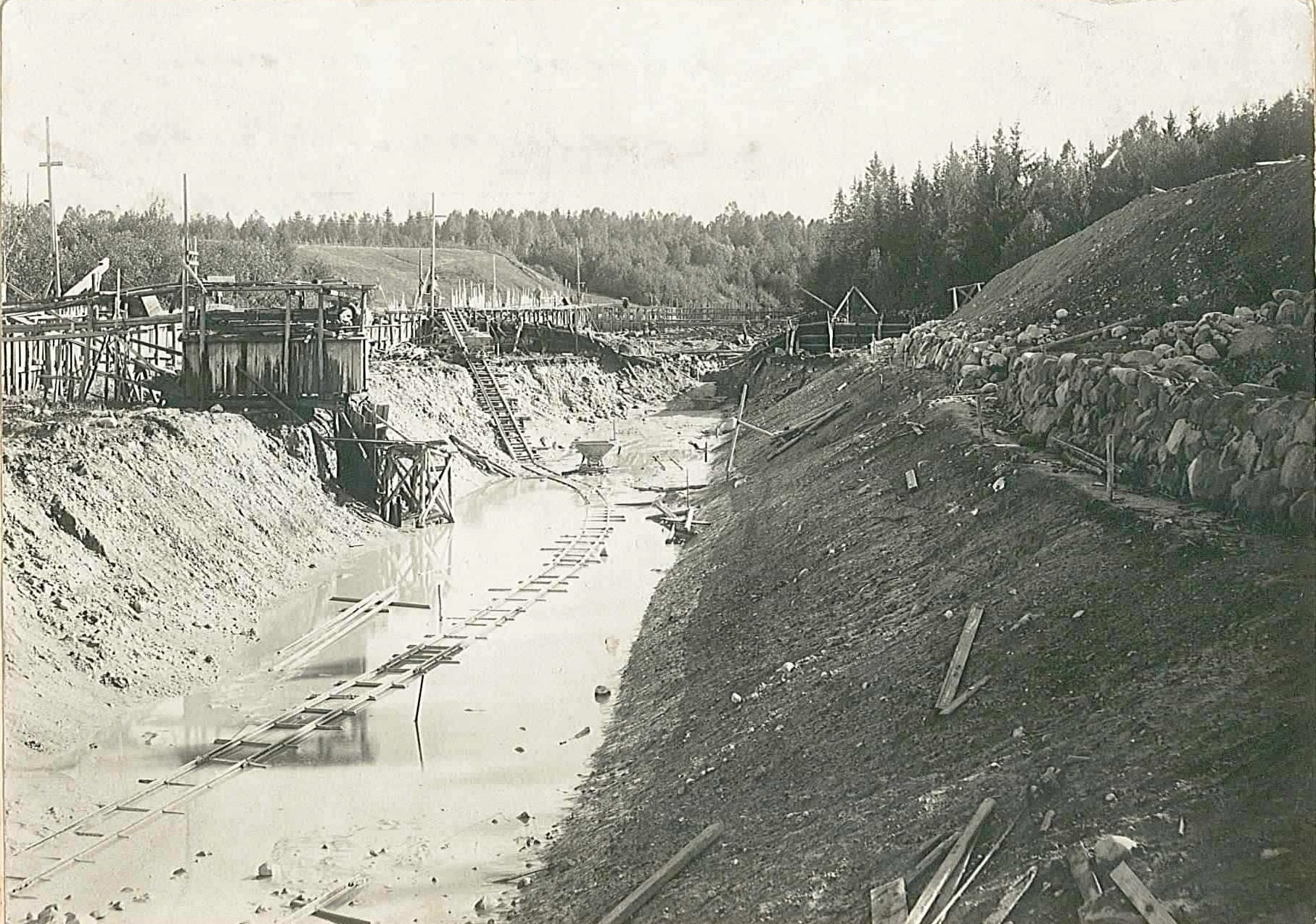
Rottnan fördjupas mellan Rottnen och Rottneros för att ge mer flöde vid Rottnafallen.

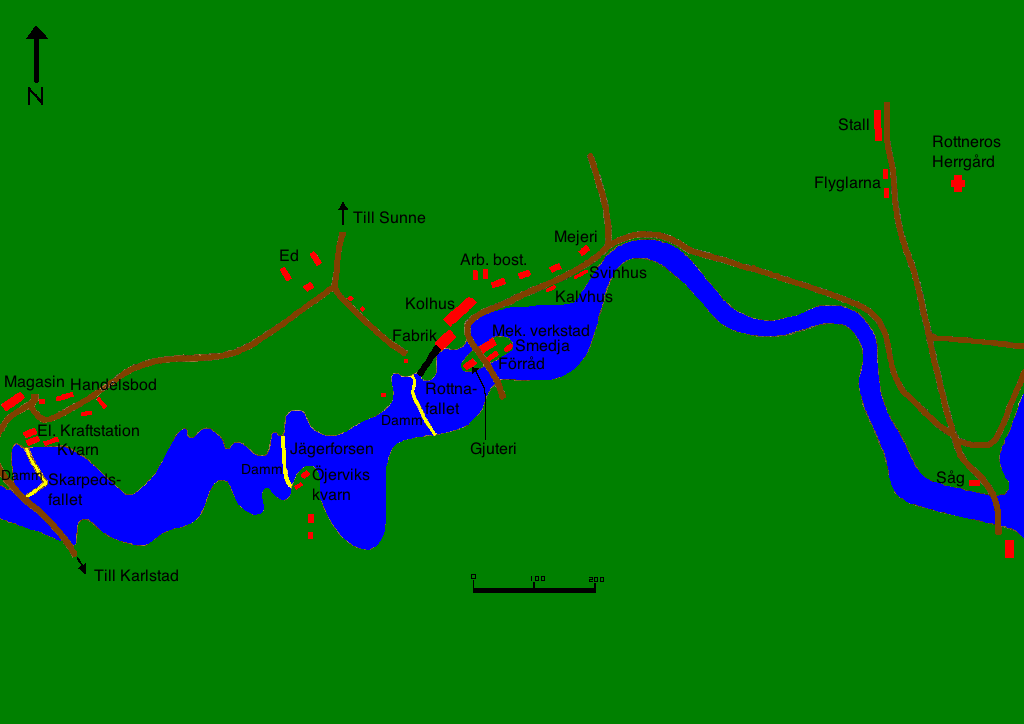
Karta över Rottnafallen i Rottneros kring år 1900.

Fallen i Rottnaälven har sedan lång tid använts som kraftalstrare, dels till järnbruksdriften vid Rottneros och Skarped men även till husbehovskvarnar och sågverk.

Det var dock först kring år 1900, som man mer rationellt började utnyttja fallens kraftpotential för att förse bruket men även omgivningen med elektrisk kraft.

Det första steget till elektrifiering tog brukspatron H E Montgomery, då han år 1902 i samband med en ombyggnad på träsliperiet anlade en kraftstation vid Skarped, som sattes i drift den 16 december samma år. Samtidigt utvidgades Skarpeds kvarn eftersom kvarnen vid Jägerforsen lades ner.

Den första kraftstationen vid Skarped var till en början rätt liten; den bestod av ett aggregat på 65 kW vid en spänning på 4000 volt och 42,5 Hz. Elektriciteten från den första kraftstationen användes till belysning vid bruket och herrgården samt inom Sunne samhälle, som fick elektrisk belysning den 28 december 1902. År 1906 blev kraftstationen i Skarped utbyggd med ännu ett aggregat på 95 kW. 

Svante Påhlson tillträdde som ny disponent 1918. Han insåg omgående vilka outnyttjade tillgångar det fanns i fallen och vidtog omedelbart åtgärder. Det kärva ekonomiska läget under första världskriget samt de följande efterkrigsåren hindrade dock hans investeringstakt något.

Först flyttades aggregatet på 65 kW från Skarpeds kraftstation till Skarpeds kvarn och ersattes med ett aggregat på 100 kW. Samtidigt byggdes det en kraftstation vid det nedersta fallet, även den på 100kW och periodantalet höjdes på samtliga aggregat till 50 Hz. År 1924 byggdes det en ny kraftstation på 320 kW vid det nedersta fallet istället för den förra på 100 kW som togs ur drift.
 Påhlson hade dock större planer än så, han insåg att en första viktig åtgärd var att få reglera sjön Rottnen uppströms större och friare. Efter omfattande utredningar fick Rottneros bruk den 19 december 1919 tillstånd att reglera sjön Rottnen ca 4 m mellan högsta och lägsta vattenstånd. Därefter påbörjades omfattande arbeten i ett tiotal år med muddring och sprängning mellan Rottnen och Rottneros i älven för att rensa samt göra den djupare.

De gamla dammarna över Rottna- och Skarpedsfallen var vid denna tidpunkt nergångna. 
År 1925 byggdes därför en ny damm över Rottnafallet, nu med en sådan höjd att Jägerforsen uppströms togs upp i Rottnafallet. Fallhöjden ökade då till ca 30 m på det nedre fallet, vilket gjorde ca 15% i effektökning på turbinerna där. Dammen över Skarpedsfallet blev ombyggd under åren 1926-1927 och samtidigt kraftstationen på 1350 kW som togs i drift år 1928. Hösten 1927 togs de gamla kraftstationerna och Skarpeds kvarn ur drift.

Under åren 1935-1936 byggdes det en ny kraftstation vid Rottnafallet på 7200 kW, dessutom byggdes även Skarpeds kraftstation om till 2200 kW.
I april 1999 blev det nya kraftverket på 18 MW invigt, vilket innebar att de två gamla kraftverken vid Skarped- och Rottnafallet kunde stängas. Underjordsarbetena var mycket omfattande med totalt 1400 meter tunnlar och en maskinhall 40 meter under Rottnans yta.

## Skyddad i Norge
Rottnan är skyddad i Norge mot vattenkraftsutbyggnad och annan påverkan genom Verneplan IV for vassdrag.

## Sägnen om Moilanstenen
I Rottnan finns det en större sten ovanför Svenbergstorp som kallas Moilanstenen. Stenen ska ha fått sitt namn efter en strykarfinne vid namn Moilainen. Vid mitten av 1600-talet var Moilainen och fiskade i Rottnan tillsammans med skogsfinnen Kailainen som bodde vid sjön Kymmen. De hade sitt läger mellan Lekvattensjön och Näverbodsjön. En kväll överfölls de när de ljustrade lax nedströms i älven, då finnen Hämiläinen från Rundsjön kastade sin yxa mot dem. Yxan missade och träffade ljusstången istället. I skydd av mörkret hoppade finnarna i vattnet och gömde sig bakom stenen. Hämiläinen som varit vägvisare åt norrmän och danskar under Krabbefejden blev senare dödad av Moilainen och finnar från Bogens socken. Hämiläinen bands fast med vidjor vid en tall vid Lekvattensjön varpå de sköt fast honom vid tallen med fem pilar och lät liket hänga kvar.

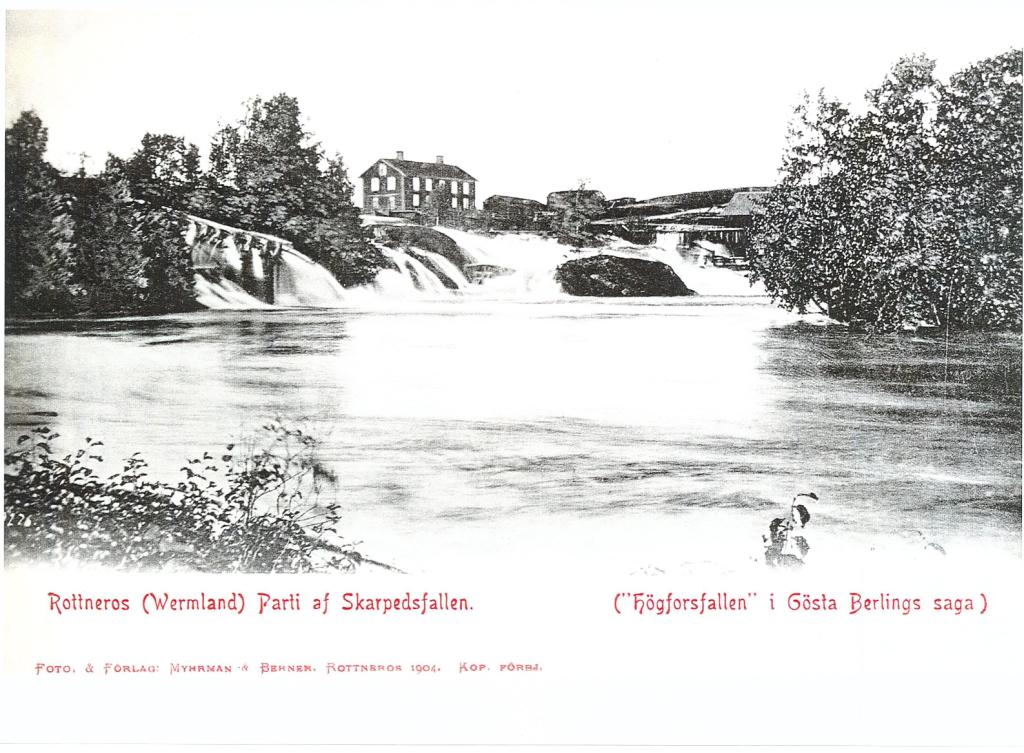
Skarpedsfallet i Rottneros.
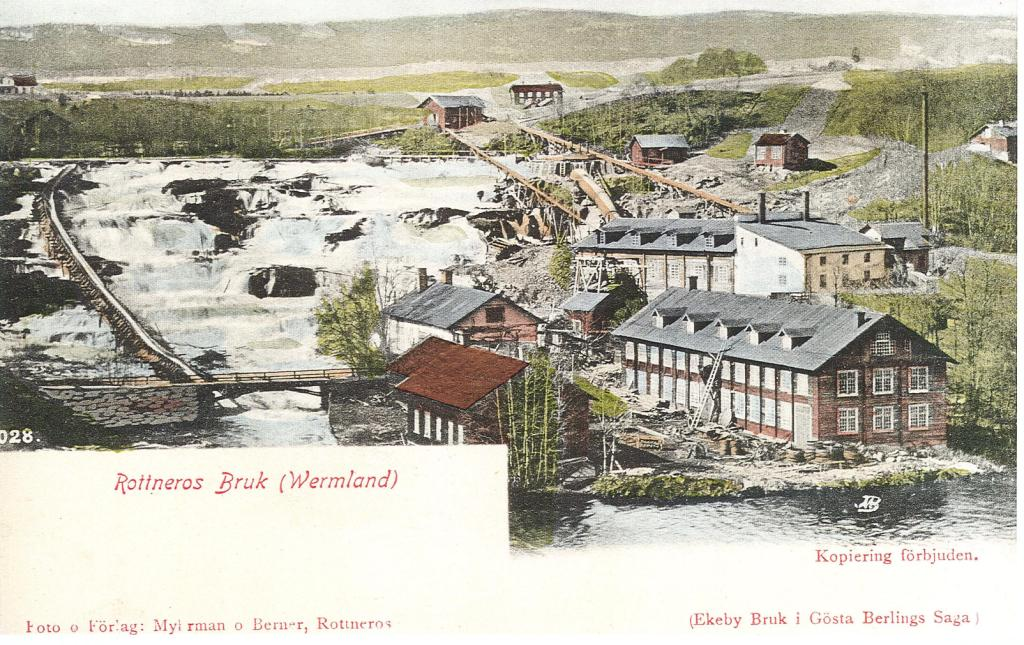
Rottnafallet och Rottneros Bruk.
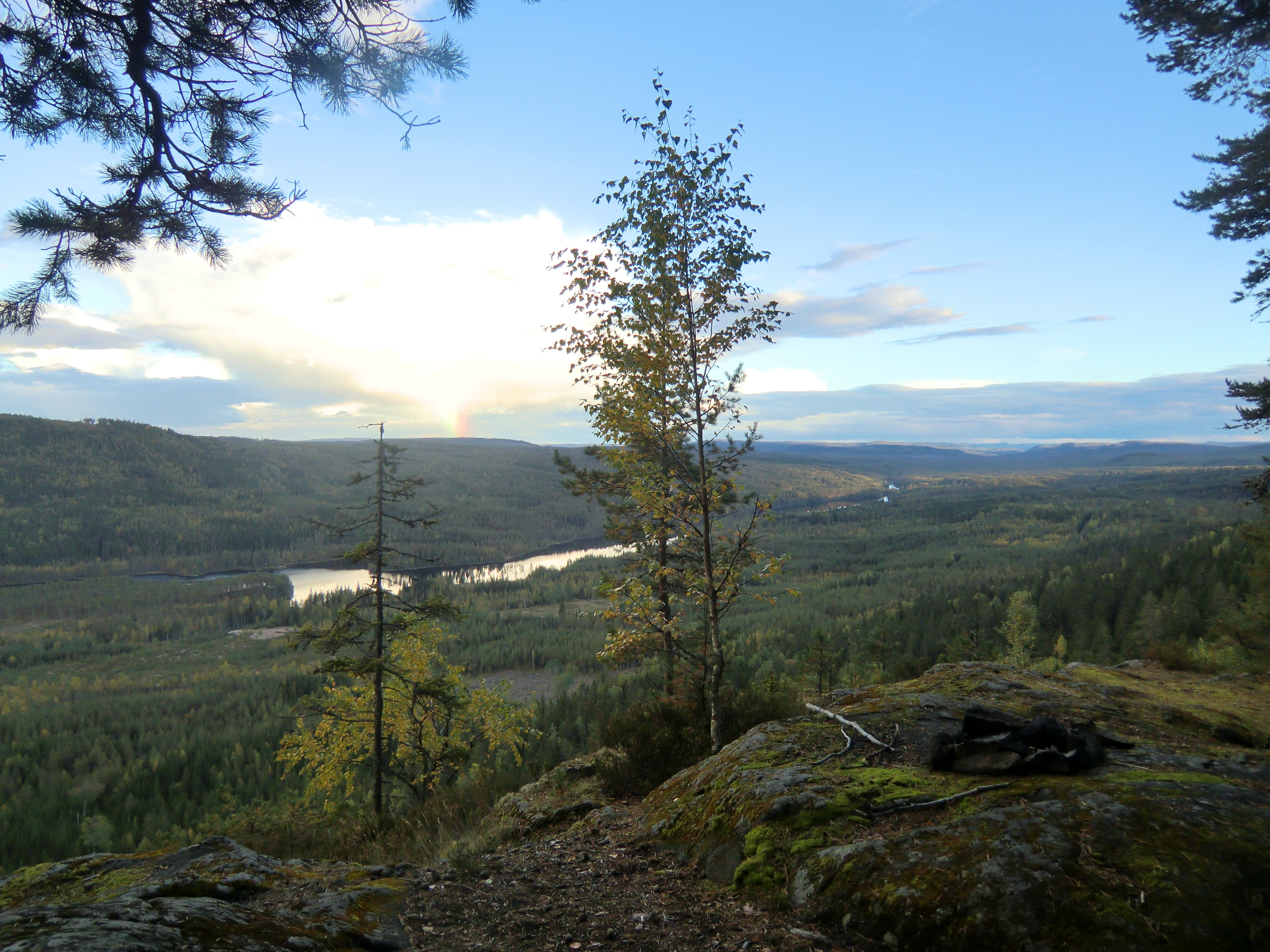
Rottnan där den vidgar sig till Rotnesjøen i Norge.
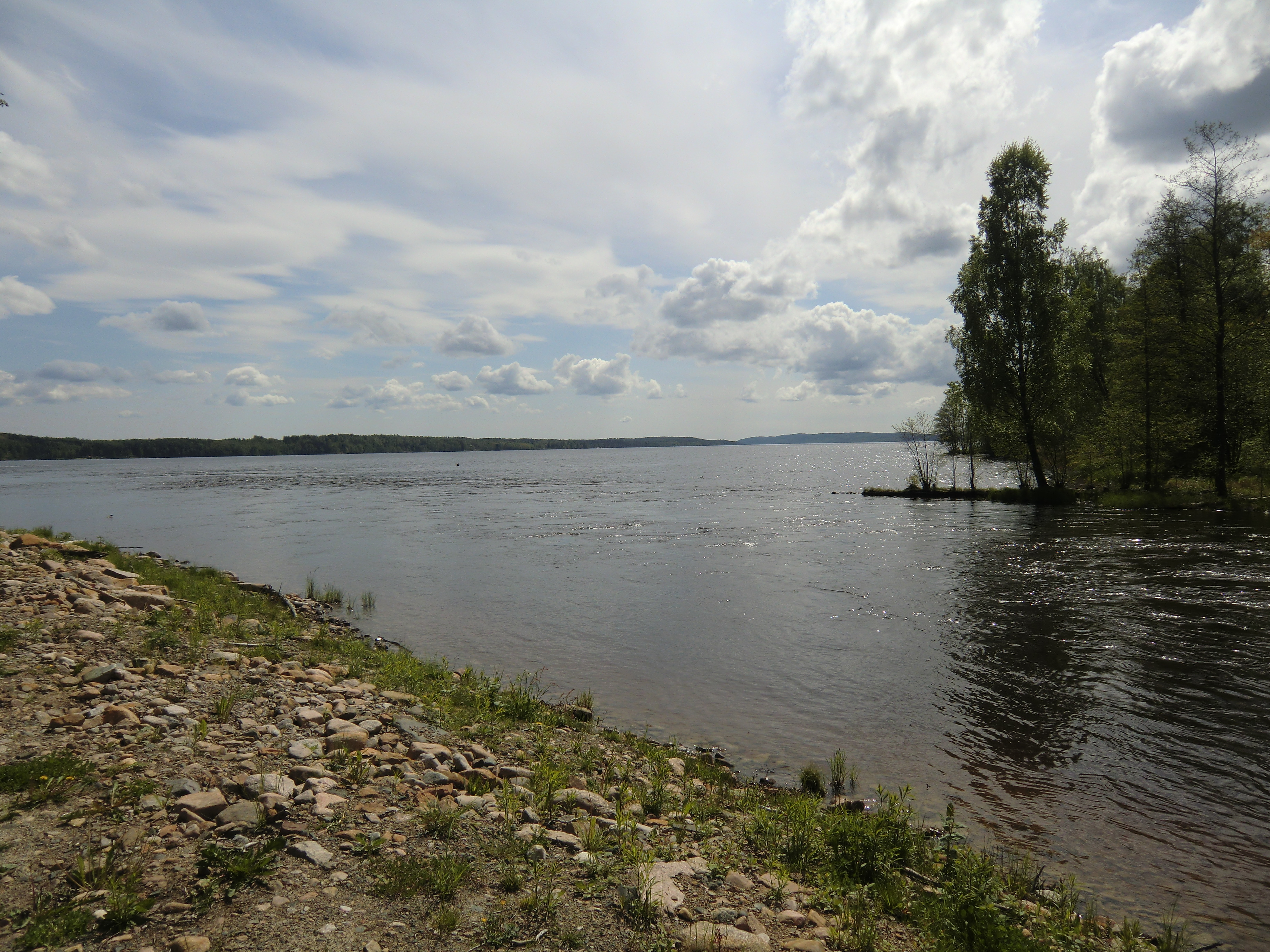
Rottnans mynning i Mellanfryken, Rottneros.